# ダービー展覧会 (1839年)
1839年のダービー展覧会（ダービーてんらんかい、英: Derby Exhibition）は、ダービーで初めて開かれた展覧会。これは後にアルバート・ホールと呼ばれることになる市の職工講習所で開かれた。この展覧会は、ダービーの人々への知識の普及を促進するという、講習所の設立趣旨に沿ったものだった。この講習所は1825年以降、講演、演奏会、展示会など様々な種類の催しを開催してきていた。ダービーの展覧会が与えた影響は大きく、1878年の博物館および図書館の設立をもたらした要因の一つとなった。ダービー博物館・美術館は、その重要なコレクションとして、展覧会の展示品の多くを今も保管している。
19世紀になって以降、産業革命がもたらした新技術の普及がヨーロッパ各国で進み、1830年代には製造業におけるイギリスの優位性は揺らぎ始めていた。競争力を回復する鍵のひとつとして「職工のデザイン教育」を指摘した下院議員ウィリアム・ユーワートらの1835年・1836年の勧告に基づき、博物館や展示館がその後に相次いで建てられるようになっていた。ダービー展覧会は、1837年にマンチェスター職工講習所が初めて開催した同様の展覧会に倣ったものである。また、イングランドのいくつもの産業都市で同年に開催された展覧会のうちの一つであり、ウォードウィックにあるダービー職工講習所構内に1837年新築されたばかりの講堂の建築費用を賄うため開催された。
職工講習所と呼ばれる施設は1826年の時点でイングランドとスコットランドで100ヶ所近く開かれており、当初は職工への基礎理論教育を行なっていたが、1830年代には一般市民への教養教育へと役割を変えつつあった。これらの職工講習所は職工ではなく高位の聖職者によって設立・組織されていた。
ダービー展覧会は『職工講習所の室内』という手書き彩色されたリトグラフの題材になっているが、これは元はサミュエル・レイナーの絵画である。この絵には講習所のメイン・ホールとなる講堂が描かれている。当時その講堂は「ギリシャ風の様式で… 見事なシャンデリアを吊るし… 価値ある多くの絵画が掛けられている」と説明された。横壁の天井近くには、ジョン・ヘニング風のフリーズがあしらわれた。慈善家ジョセフ・ストラットの多くのコレクションを含め、展示品の数は 1,000 点を超えた。展示品は様々な分野にわたった。ジョセフ・ライトの絵画（奥の壁、向かって左側に『ロミオとジュリエット』が見える）、科学実験の器具、化石、椰子の実…。展覧会の来場者は 96,000 人以上にのぼり、職工講習所の財政は大いに潤った。
近隣のレスターとノッティンガムの職工講習所もこのダービー展覧会に敬服し、翌年には両市でも同様の展覧会が開かれた。新しく開業した鉄道で、それらの講習所は関係者の鉄道旅行用に列車を借り切ることもあった。